# Flat River
Flat River est une communauté dans le comté de Queens de l'Île-du-Prince-Édouard, Canada, à l'ouest de Murray River.